# 新卡米揚卡 (伊斯梅爾區)
45°37′2″N 28°56′41″E / 45.61722°N 28.94472°E
新卡姆揚卡（烏克蘭語：Новокам'янка）是位於烏克蘭西南部的村莊，由敖德萨州伊茲梅爾區的薩夫亞尼市鎮負責管轄。該村始建於1811年，面積0.34平方公里，海拔高度10米，2001年人口116，人口密度每平方公里341.18人。